# Chiesa di San Michele Arcangelo (Figino Serenza)
La chiesa di San Michele Arcangelo, o anche solo chiesa di San Michele, è la parrocchiale di Figino Serenza, in provincia di Como e arcidiocesi di Milano; fa parte del decanato di Cantù.

## Storia
Nel Liber Notitiae Sanctorum Mediolani, redatto da Goffredo da Bussero nel XIII secolo, si legge che l'originaria cappella di Figino Serenza era filiale della pieve di Galliano; tale situazione è confermata dalla Notitia cleri del 1398.
Dagli atti relativi alla visita del 1579 si apprende che l'edificio si componeva di un'unica navata, che era dotato dell'abside e di due porte laterali.
Questa struttura venne demolita nel 1602 per far posto alla nuova chiesa, che fu portata a termine nel 1606, mentre nel 1616 si provvide a costruire il campanile; grazie all'Index omnium locorum diocesis Mediolanensis habentium ecclesiam parochialem, compilato nel 1651 da Giovanni Battista Corno, si conosce che la parrocchia era intitolata a San Materno.
Dalla relazione della visita pastorale del 1764 dell'arcivescovo Giuseppe Pozzobonelli si apprende che la parrocchiale, in cui avevano sede le società del Santissimo Sacramento, del Santissimo Rosario, della Santa Croce e della Dottrina Cristiana, aveva come filiale l'oratorio della Beata Vergine Maria e San Materno e che il numero dei fedeli era pari a 542; questi ultimi risultavano saliti a 754 nel 1780.
Nel 1800 la chiesa venne gravemente danneggiata da una tromba d'aria; negli anni seguenti, quindi, si provvide a ricostruirla aggiungendo le due navate laterali; nel 1900 l'arcivescovo Andrea Carlo Ferrari, compiendo la sua visita pastorale, trovò che la parrocchiale, avente alle proprie dipendenze la cappella di San Materno, era sede della confraternita del Santissimo Sacramento e che i fedeli ammontavano a 1404.
La facciata fu distrutta da un ciclone nel 1910; successivamente, così, si provvide ad ingrandire l'interno edificio allungandolo di una campata.
Nel 1969 venne posato il nuovo pavimento e il presbiterio fu adeguato alle norme postconciliari, mentre nel 1973 si provvide al restauro delle decorazioni dell'interno; la chiesa e il campanile furono interessati da una nuova ristrutturazione tra il 2011 e il 2013.
Il 12 settembre 2021 l'arcivescovo di Milano Mario Delpini ha consacrato la chiesa e l'altare maggiore.

## Descrizione

### Esterno
La facciata a salienti della chiesa, rivolta a sudovest, è suddivisa da una cornice marcapiano modanata in due registri, entrambi suddivisi da paraste; quello inferiore, più largo, presenta al centro il portale maggiore, sovrastato dal timpano e da una statua di San Michele Arcangelo, e ai lati i due secondari, sormontati da altrettante nicchie ospitanti le statue ritraenti i Santi Materno e Gerardo, mentre quello superiore è coronato dal frontone.
Annesso alla parrocchiale è il campanile a base quadrata, la cui cella presenta una monofora per lato ed è coronata dalla guglia piramidale poggiante sul tamburo ottagonale.

### Interno
L'interno dell'edificio è suddiviso da pilastri, abbelliti da lesene e sorreggenti archi a tutto sesto, in tre navate, coperte da volte a crociera; al termine dell'aula si sviluppa il presbiterio, sopraelevato di alcuni gradini e chiuso dall'abside semicircolare.